# الدعارة في المغرب
على الرغم من أن الدعارة غير قانونية في المغرب منذ عام 1970 إلّا أنها تعرف انتشارا كبيرا وعلى نطاق واسع في مختلف المدن المغربية. في عام 2015 قدرت وزارة الصحة المغربية أن هناك ما يزيد عن 50,000 عاهرة.
يُعاني المغرب من مشاكل جمة عندما يتعلق الأمر بالدعارة وكل ما يُحيط بها، حيث تنتشر جرائم الاستغلال الجنسي للأطفال وإجبارهم على العمل في دور الدعارة وقد شوه هذا الأمر سمعة البلاد إلى حد ما، حيث باتت هذه النقطة تُطرح في كل مرة يُشارك فيها المغرب في مؤتمرات أو معاهدات دولية.
 هذا وتجدر الإشارة إلى أن العمل بالجنس منتشر في المغرب لكن ذكره أو الحديث عنه يُعتبر من التابوهات أو المسيئات إلى حد ما بسبب طبيعة المجتمع «المحافظ».
لا يُسمح للمرأة طبقاً للتقاليد المتوارثة بممارسة الجنس في مجتمعات بلدان شمال أفريقيا باستثناء ممارسة الجنس مع شريكها عبر الزواج، ويعود تاريخ تنظيم الدعارة إلى حقبة الاستعمار، وارتفعت بعد الاستقلال عندما دخل الانفتاح المنطقة -بسبب تأثير الاستعمار الفرنسي- وسمح لعدة نساء بالخروج للعمل وبدء حياة مستقلة مالياً عن سلطة العائلة. كما ساهمت البطالة وانتشار المخدرات وتساهل السلطات في العنوسة وارتفاع نسب الدعارة، ومع تزايد المشاكل الاقتصادية والاجتماعية لم يعد للمرأة أي بديل قادرة من خلاله على توفير لقمة العيش باستثناء التوجه للدعارة خاصة عندما يتعلق الأمر بالمرأة المطلقة أو الأرملة.

## الحكم الاستعماري الفرنسي

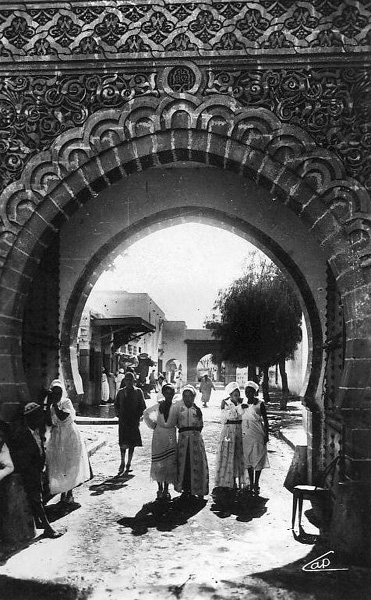
صورة لمدخل بوسبير في الدار البيضاء تعود لمطلع القرن العشرين

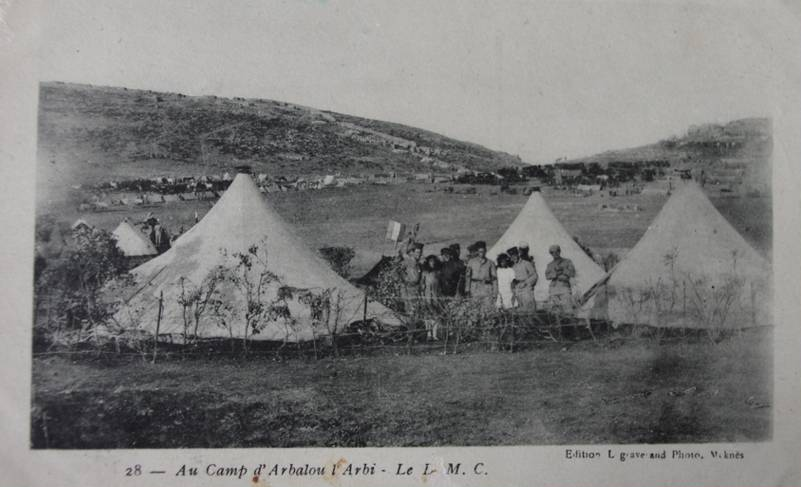
بي إم سي في المغرب عام 1920

خلال الحكم الاستعماري الفرنسي كان العمل بالجنس مقننا ومنظما، حيث كانت السلطات تشعر بالقلق إزاء انتشار الأمراض المنقولة جنسيا وخاصة مرض الزهري بين القوات المتمركزة في المستعمرة المغربية. هذا الأمر اضطر فرنسا إلى تعليم أحياء الدعارة بالضوء الأحمر الذي يرمز لوجود بيوت دعارة في تلك المنطقة، وقد أُنشئت هذه البيوت في كل من منطقة بوسبير في الدار البيضاء، مولاي عبد الله في فاس، أوكاسة في الرباط ثم باب خميس في مراكش.
في المناطق ذات الأضواء الحمراء، يُفرض على العاهرات القيام بفحوصات طبية منتظمة وإلزامية وفي حالة ما لم يقمن بذلك قد يتم سحب الرخصة منهن أو حتى عقابهن، كما يُفرض عليهن حمل بطاقة التسجيل معهن في جميع الأوقات أما السفر أو التنقل خارج المنطقة المعينة فهو أمر محظور وممنوع منعا تاما إلا في حالة الحصول على ترخيص وتصريح من السلطات المعنية. وحتى بيوت الدعارة التي أُنشئت من أجل الأوروبيين فكانت تخضع لنفس التنظيم.
بعض العاهرات التي كن يعملن خارج «المناطق المحجوزة» كان يتم إلقاء القبض عليهن من قبل الشرطة فيتم اقتيادهن للمركز قصد القيام باختبار طبي للتأكد من صحتهن؛ العاهرات اللاتي كن في صحة جيدة يتم إطلاق سراحهن بعد التحذير والتخويف أما اللاتي يحملن مرضا منقولا فيتم نقلهن مباشرة إلى المستشفى قصد تلقي العلاج ومحاولة البحث عن الشباب الذي جامعته للتأكد من عدم انتشار المرض وضمان حصره في أقل عدد ممكن من الأشخاص. هذا مع العلم أن العاهرات التي يحصلن على ثلاث إنذارات يتم نقلهن قسرا للمناطق المحجوزة ويتم منعهن من الخروج منها طوال حياتهن إن لم يجدن منفذا للهروب.

## الزين اللي فيك
الزين اللي فيك هو فيلم فرنسي–مغربي صدر عام 2015 حيث يحكي عن قضية الدعارة في مراكش، ويحكي الفيلم بشكل أدق حياة أربعة من العاهرات ويحاول إظهار وإبراز كيف يتم استغلالهن يومياً من قبل القوادين وبعض أفراد الشرطة الفاسدين.
تم حظر الفيلم ومنعه من العرض داخل كل القاعات السينمائية في المغرب بدعوى «ازدراء القيم الأخلاقية للمرأة وللمجتمع المغربي»، أما بطلة الفيلم الممثلة المغربية لبنى أبيضار فقد تلقت تهديدات بالقتل في تشرين الثاني/نوفمبر 2015، كما تعرضت للهجوم والتعنيف في الدار البيضاء قبل أن تُغادر البلاد صوب فرنسا بعد فترة وجيزة من الحادث. وكانت السلطات الدينية قد أدانت الفيلم واعتبرته «سيئا» بسبب تصويره لصورة سلبية عن المغرب، وبسبب دعمه للممارسات الجنسية خارج نطاق الزواج ومحاولة كسب تعاطف مع من وصفتهم «بالشواذ جنسياً».

## الشيخات
يُشير مصطلح الشيخات إلى المطربات والموسيقيات الراقصات والعاهرات.
تقليديا؛ يرى المجتمع المغربي (خاصة الفئة المحافظة منه) أن كل فنانة أو مغنية أو راقصة هي عاهرة، لكن الوضع تغير في العصر الحديث حيث أصبح المجتمع يُميز بين العاهرة وبين الراقصة وبين الشيخة.